# SN 2006at
SN 2006at – supernowa typu II odkryta 8 marca 2006 roku w galaktyce A131241+6316. W momencie odkrycia miała maksymalną jasność 17,10m.